# Pazo de Mugartegui
O Pazo de Mugartegui, ou Pazo dos Condes de Fefiñáns em Pontevedra, Espanha, é um pazo barroco que data do século XVIII. Atualmente, acolhe a sede do Conselho de Regulamentação da Denominação de Origem Rías Baixas.

## Situação
Está localizado na Praça da Pedreira, no coração da cidade velha de Pontevedra, muito perto da medieval Ponte do Burgo. A grande quantidade de pedras acumuladas em frente ao pazo de Mugartegui para a construção do pazo, bem como a Igreja de São Bartolomeu e o colégio da Companhia de Jesus, fez com que este espaço fosse chamado Praça da Pedreira. 

## História
O pazo foi construído para José Manuel Valladares e Figueroa, conde de Fefiñáns, nas ruínas de uma casa no século XVII. É o trabalho do mestre pedreiro Pedro Antonio Ferreiro, que concluiu a construção no ano de 1771 (com exceção da empena do brasão), terminado em 1773. O pazo pertenceu à família Fernández de Mugártegui, relacionada aos Valladares, da qual leva o seu nome atual. 
Durante o século XIX , a mansão tornou-se um centro de ensino, porque acolhia a Escola Normal dos Professores do sexo masculino. No século XX, foi dividido em várias habitações e, a partir de 1955, foi sede da Academia de Estudos Jovellanos. 
Hoje, pertence à câmara municipal de Pontevedra, que a comprou em 20 de novembro de 1998  e encomendou o arquiteto Jesús Aser Fole para renová-lo. A sede do Conselho de Controlo da denominação de origem dos vinhos Rías Baixas está instalada no local desde 2003,  com um museu do vinho no rés-do-chão, enquanto as suas salas são utilizadas pela Câmara Municipal para protocolo, eventos culturais e sociais.  O pazo foi aberto para essas novas funções em 24 de março de 2001. 

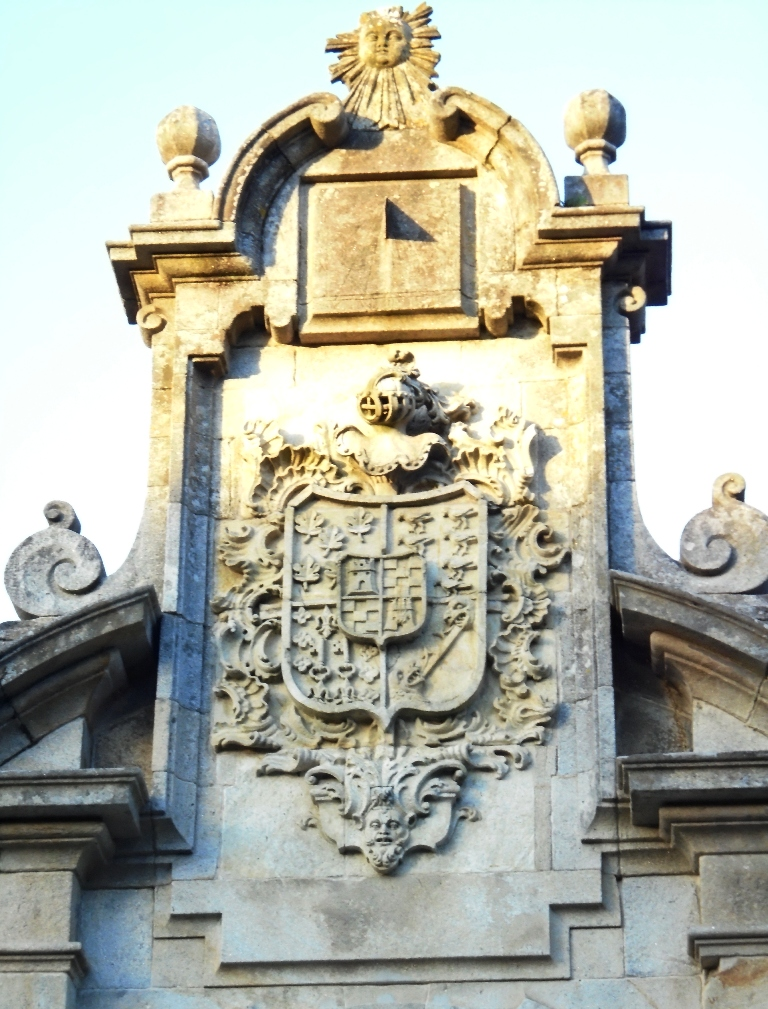
Brasão de armas do palácio Mugartegui coroado por um relógio de sol de pedra

## Descrição
O edifício tem uma fachada com um arco de entrada, uma varanda e uma empena. O rés-do-chão possui arcos que davam acesso aos antigos estábulos e adegas e aos aposentos dos empregados, com sete arcos sustentados por pequenas colunas da ordem toscana . Acima dessas arcadas, o segundo andar tem sete janelas francesas. Em frente à janela central francesa, há uma pequena varanda com um corrimão de ferro. 
O corpo central é emoldurado por pilastras coroadas com pináculos . Na parte superior, há um frontispício no frontão semi-circular, do qual são esculpidos brasões rococós coroados com um elmo e, acima, um relógio de sol e um sol de pedra, cujos raios emanam de um rosto com bochechas sorridentes. O brasão mostra os armas das linhas Figueroa, Arango, Quirós e Omaña. 
Na parte de trás, destaca-se o terraço que costumava abrir como um ponto de vista sobre o Lérez.

## Cultura
O salão principal do palácio é usado pela câmara municipal de Pontevedra para atividades culturais e para a celebração de casamentos.   Além disso, de sua varanda, uma pessoa famosa faz um discurso a cada ano para inaugurar as festividades de agosto da Virgem Peregrina de Pontevedra. 

## Galeria de fotos

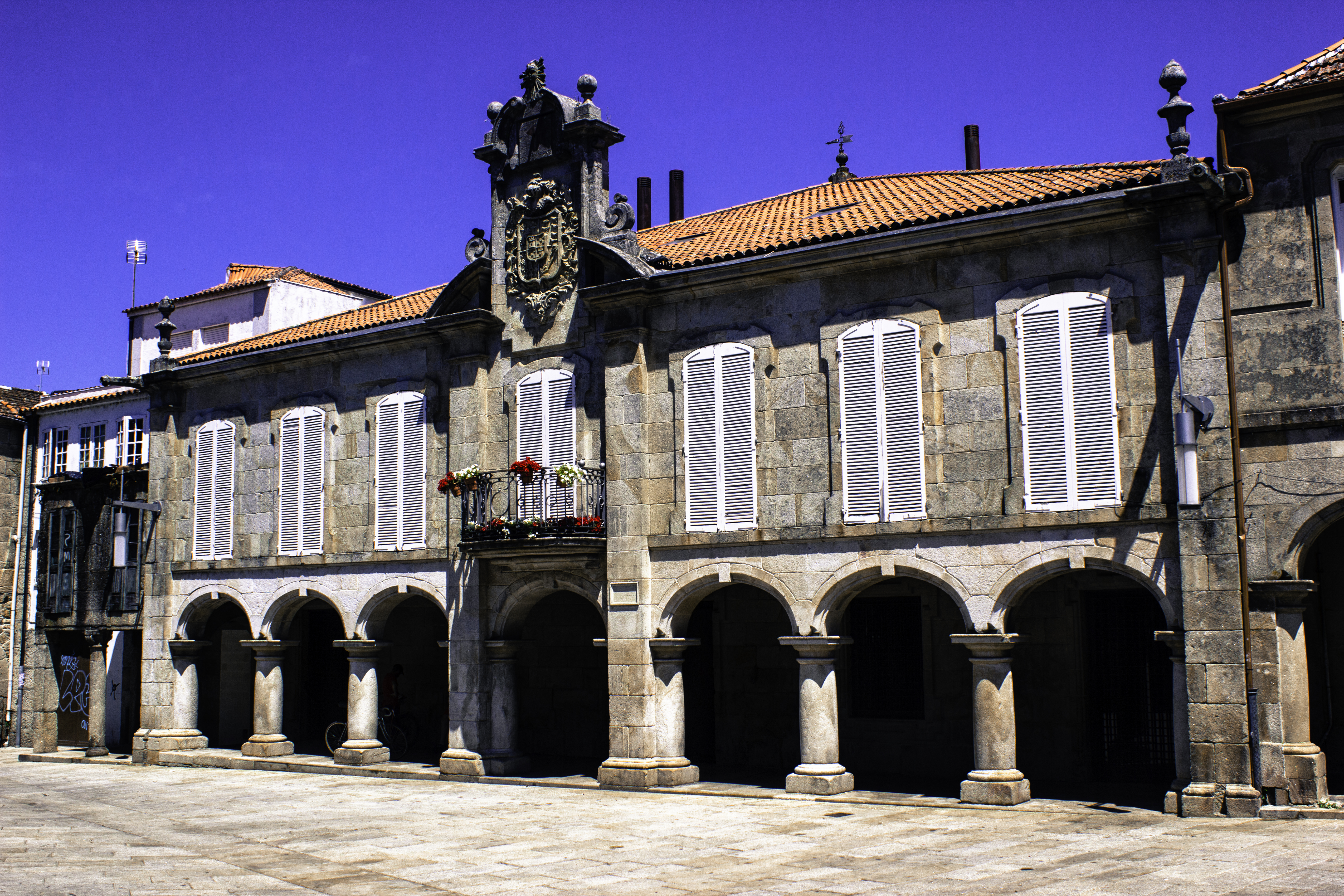
Fachada
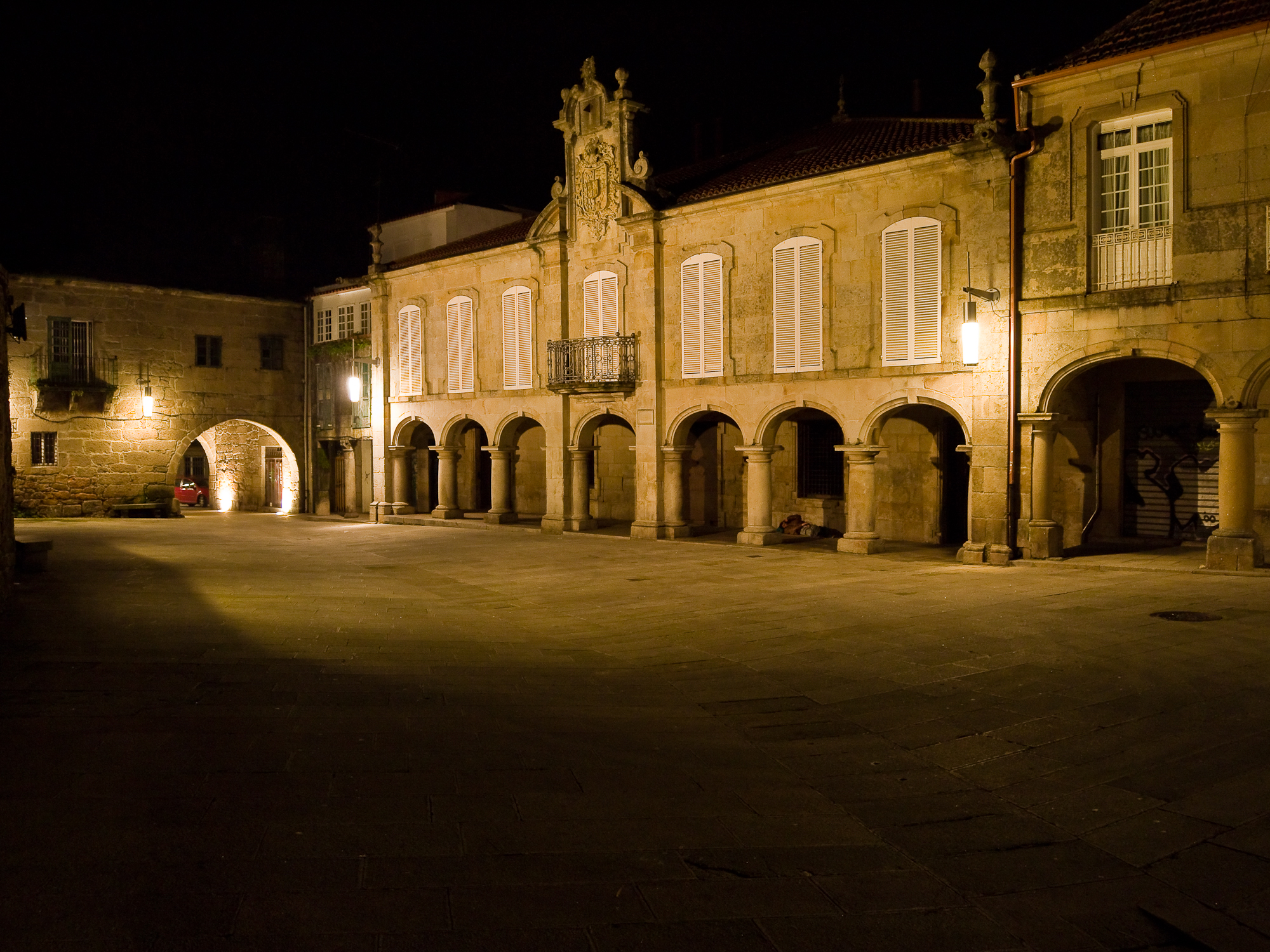
O palácio na praça Mugartegui à noite
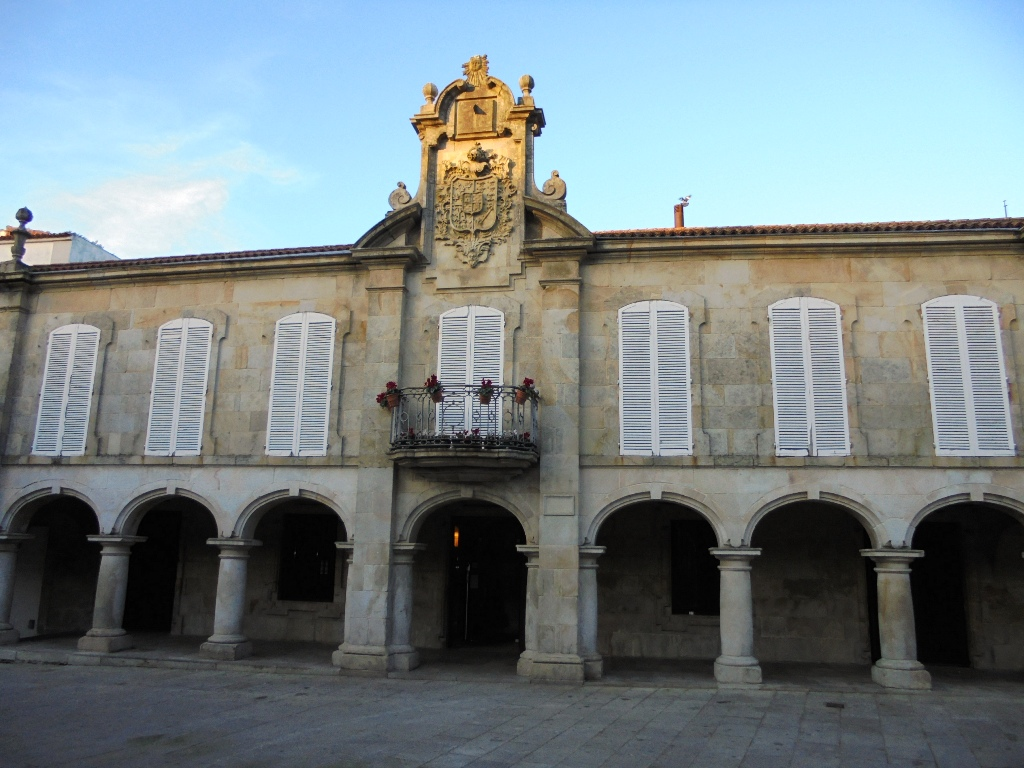
Fachada do palácio
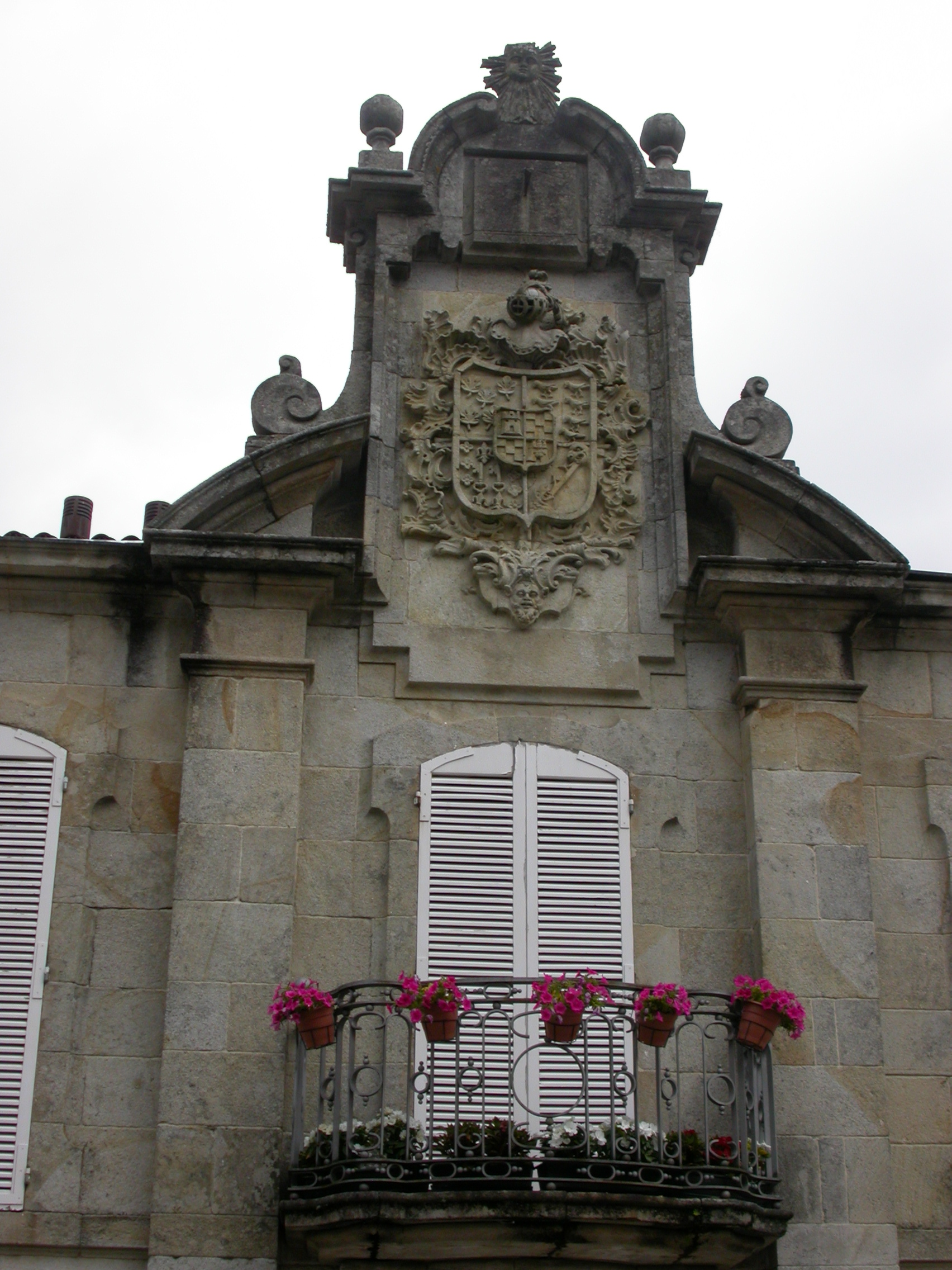
Varanda e brasão de armas
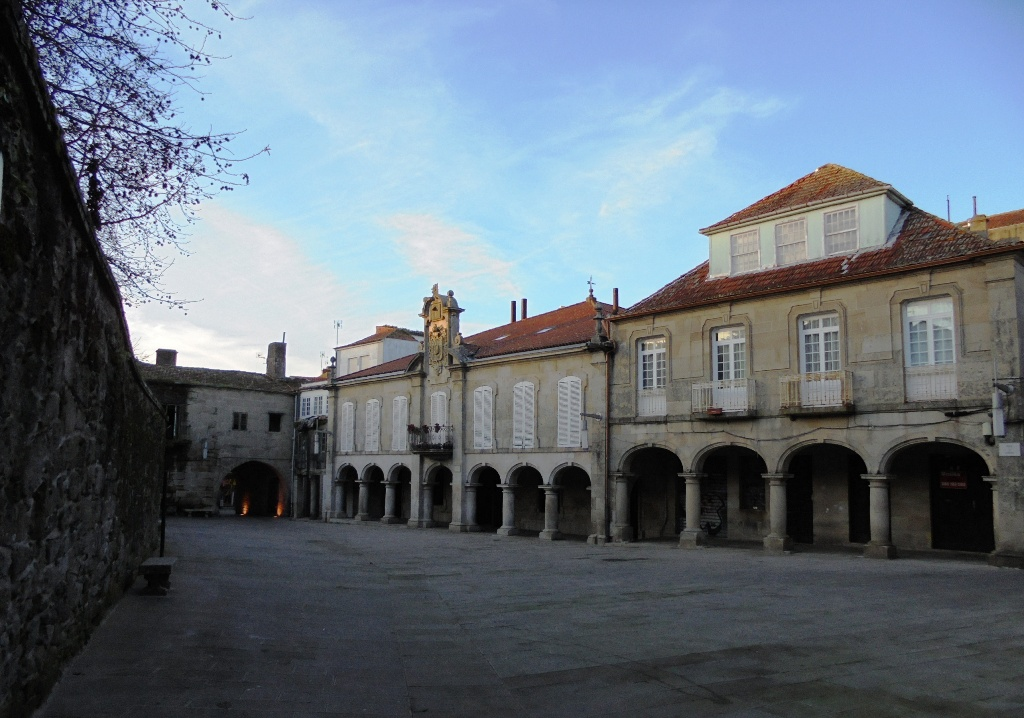
O palácio na praça, de dia
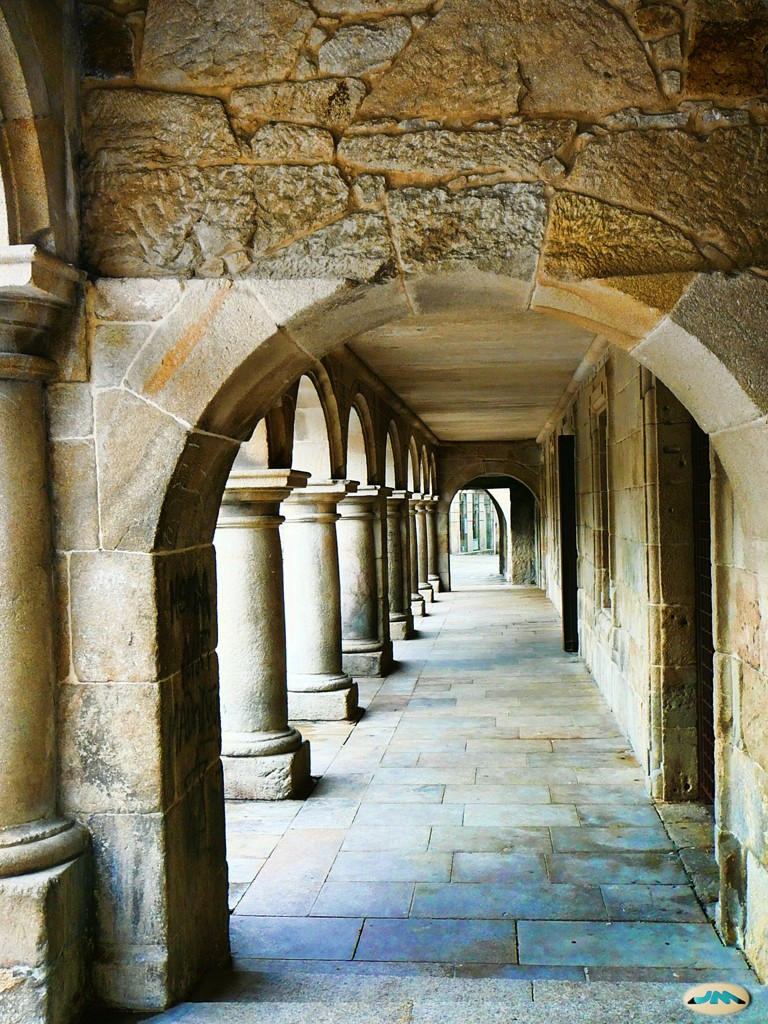
Arcadas do palácio.
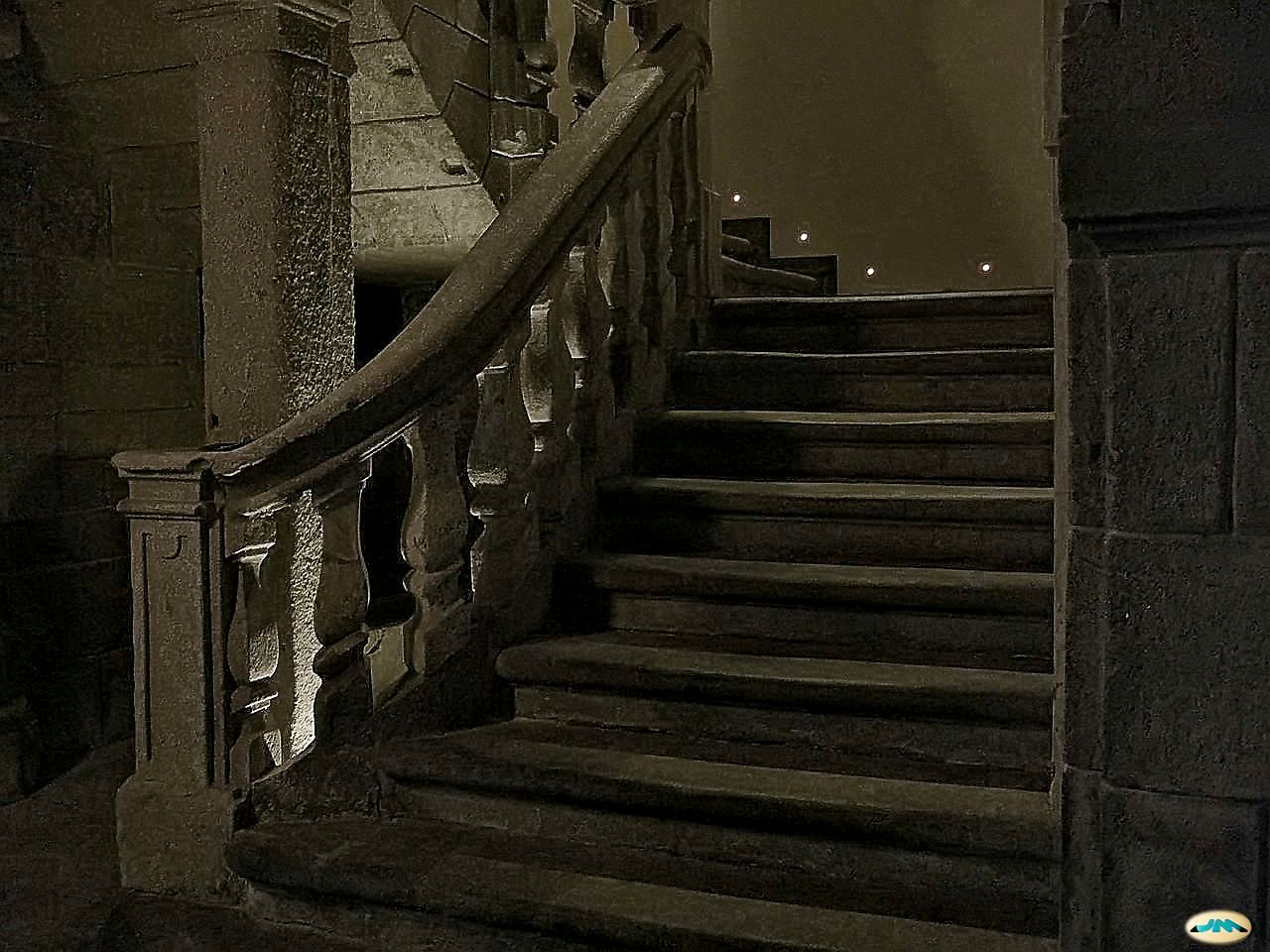
Escada interior
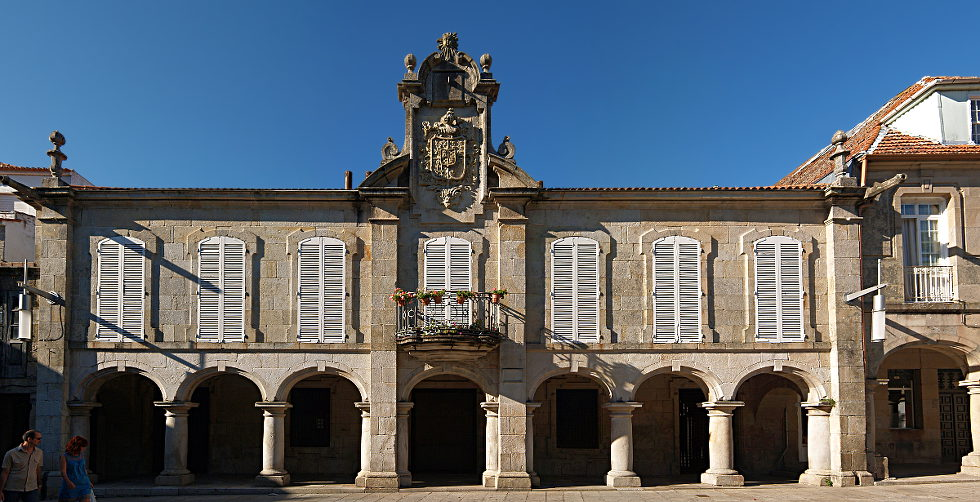
Fachada
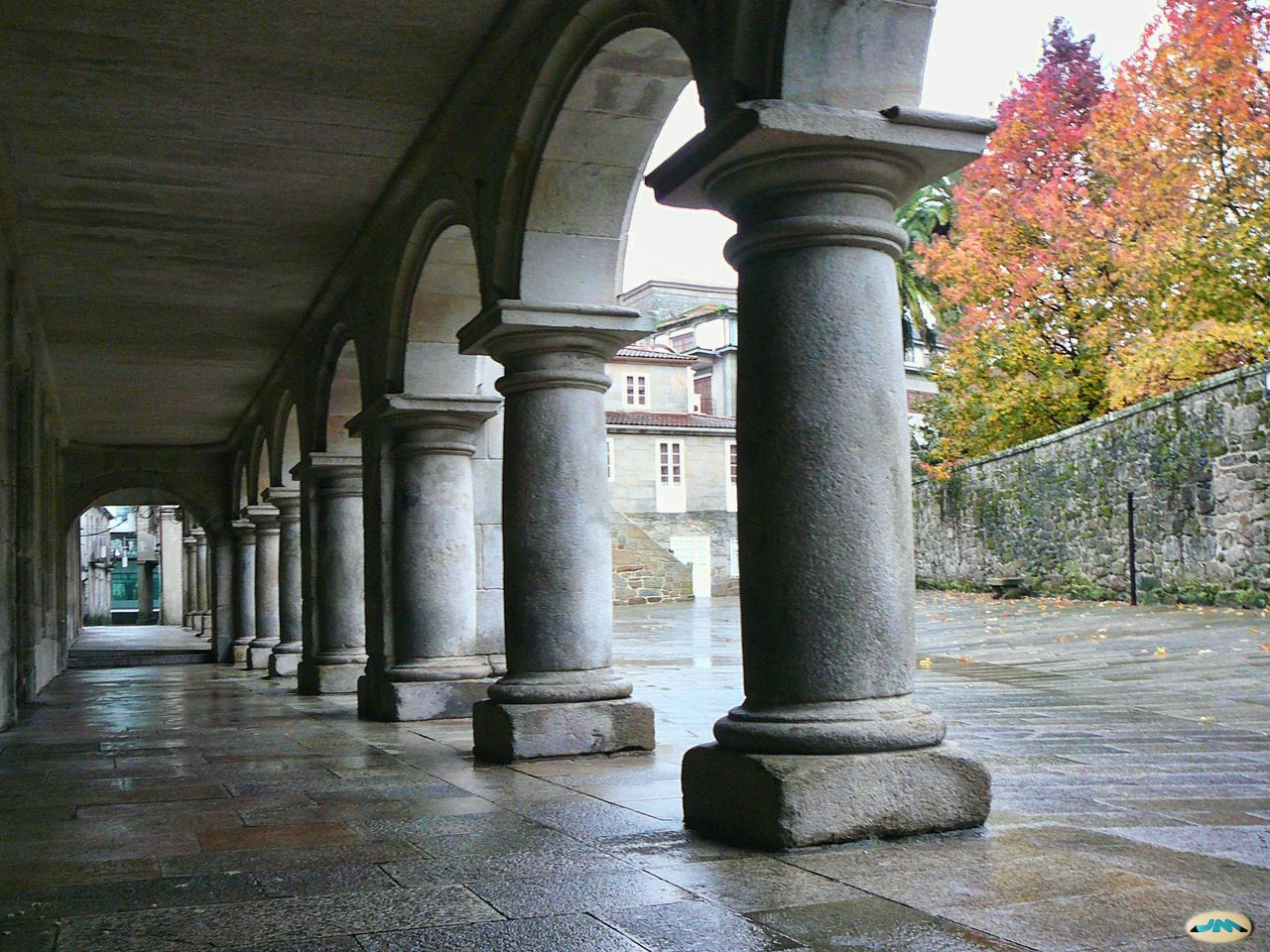
Arcadas e Praça de Mugartegui